# Мартынов, Николай Гаврилович
Никола́й Гаври́лович Марты́нов (14 января 1843, Санкт-Петербург — 15 декабря 1915, Санкт-Петербург) — русский книготорговец, издатель, редактор, предприниматель.

## Биография
Сын купца. Его старший брат Иван Мартынов (1840—1889) также занимался книготорговлей и издательством, первым в России присвоил себе звание «антиквара».
В Касимовском музее колоколов Рязанской области, хранится церковный колокол с надписью: «4 декабря 1890 года пожертвован сей колокол в храм святого Апостола и Евангелиста Иоанна Богослова, что при Санкт-Петербургской духовной семинарии, старостой купцом Иваном Мартыновым. Колокол отлит на заводе Лаврова г. Гатчина 12п 12ф.».
С 1857 был на службе у санкт-петербургского книготорговца и издателя Я. А. Исакова.
Стоял у истоков развития книжного дела в России.
Переняв опыт, в 1878 открыл собственное предприятие в Петербурге. Владелец нескольких книжных магазинов.
В 1880 году входил в число учредителей русского общества книгопродавцев и издателей. Некоторое время редактировал журнал русского общества книгопродавцев и издателей «Книжный вестник» .
В 1881 году приобрел в полную собственность сочинения Д. В. Григоровича, а в 1884 — право издания сочинений А. Н. Островского. В 1885 году скупил все оставшиеся экземпляры прежде изданных сочинений С. Т. Аксакова и получил возможность выпустить первое собрание его сочинений. В следующем году он приобрел права на издание полного собрания сочинений Л. А. Мея, а в 1887 — И. И. Панаева.
Издал полные собрания сочинений: в 1886 — С. Т. Аксакова, в 1887 — Л. А. Мея, в 1884—1889 — Д. В. Григоровича, в 1885—1886 — А. Н. Островского, серию драматургических произведений («Театральная библиотека») и др.
Издавал и редактировал журнал «Морской вестник», «Книжная биржа» (1905—1907), «Книжный вестник» (1911—1912), напечатал ряд книг по технике, выпускал учебники для средней и высшей школы, библиографические указатели, ноты, гравированные портреты, а также драматические произведения, театральные мемуары. В общей сложности выпустил в свет свыше 300 изданий.
Характерной особенностью журнала «Книжная биржа» (1905—1907), отличающей его от других аналогичных периодических изданий, была его практическая направленность, продиктованная самой жизнью, задачами книжного дела того времени. Журнал издавался в Петербурге, при книжном магазине Н. Г. Мартынова.
Намеченная редактором программа журнала включала в себя по существу все проблемы книжного дела того времени, которое переживало серьёзный кризис. Основными проявлениями кризиса были чрезмерное затоваривание и тяжелое финансовое положение издателей и книгопродавцев.
Среди первоочередных задач, стоящих в то время перед книжным делом, — необходимость создания «Союза книгопродавцев, издателей и авторов». Эта проблема нашла отражение на страницах журнала в следующих статьях: «К единению товарищи, к единению» (редакторская передовая статья, июнь, 1905); «Заботы издателей и книгопродавцев, стремление нашей Редакции к организации общего союза» (декабрь, 1905).
Будучи комиссионером учёного и кораблестроительного отделений Морского министерства Российской империи в 1885 году издал «Русскую библиографию морского дела за 1701—1882 год включительно» (Специальный каталог русских книг по всем отраслям знаний, относящимся к морскому делу, с двумя подробными алфавитными указателями).
Опубликовал более 200 статей по вопросам объединения и регламентации русского капиталистического книжного дела (упорядочение скидок, централизация опыта и др.).